# De Zwerver (schip, 1900)

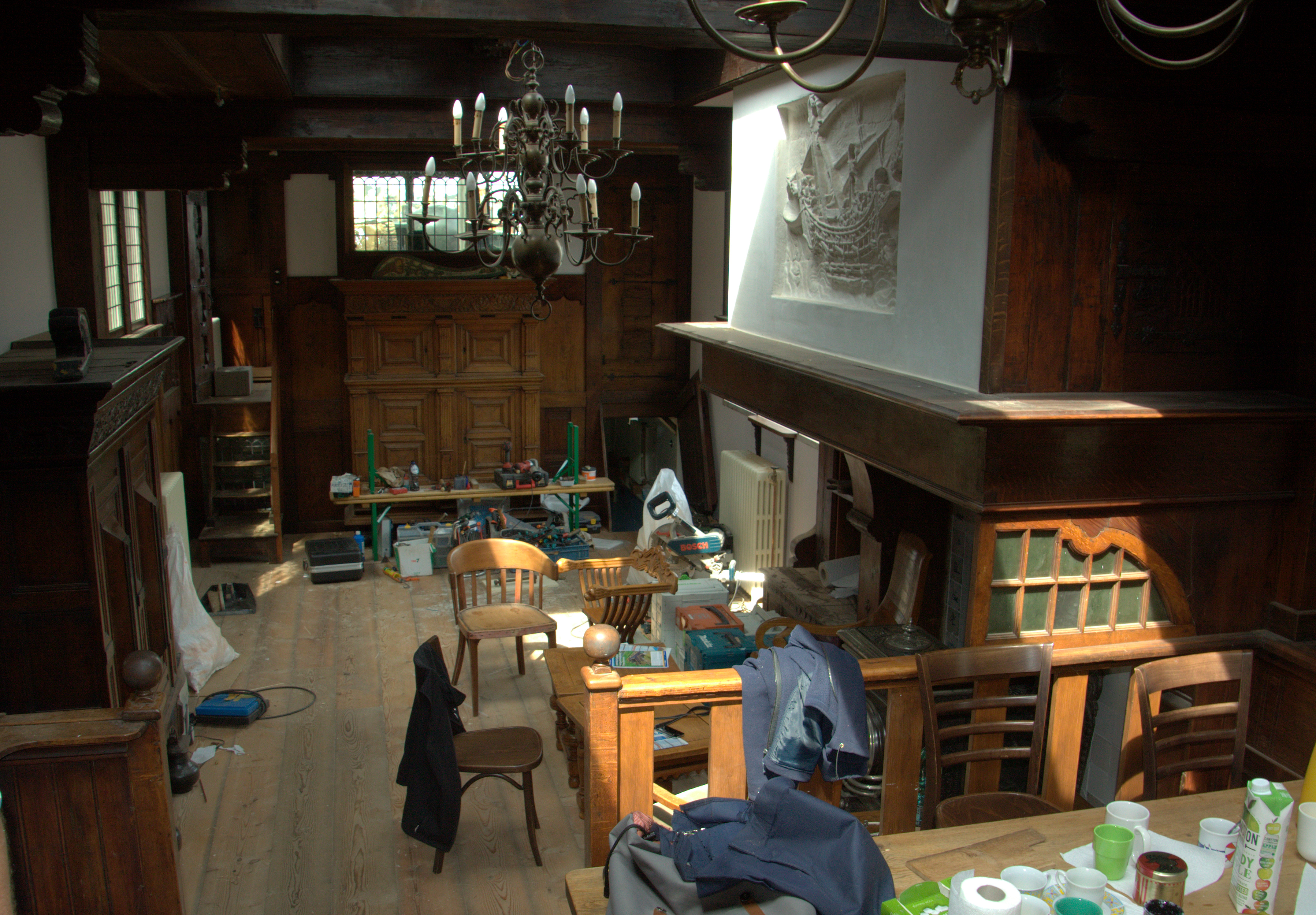
Het interieur van woonboot de Zwerver

De Zwerver is een woonboot uit 1900 en is daarmee de oudste overgebleven woonboot in Nederland.
Het schip is in 1900 ontworpen door kunstenaar en schrijver Wijnand Otto Jan Nieuwenkamp. Het schip werd gebouwd als een opgebouwde ijzeren rechthoekige bak. Voor de opbouw van het schip zijn een mix van exotische houtsoorten gebruikt, waardoor het zijn eigen unieke uitstraling kreeg. De Zwerver was bedoeld als mobiele woning en atelier. Dit idee was zo bijzonder dat er zelfs buitenlandse pers naar het schip kwam kijken. Na een proefperiode van twee jaar werd er besloten om een ijzeren scheepskop en -kont aan het schip te monteren naar het model van een houten Overijsselse praam.
Nieuwenkamp richtte in 1949, kort voor zijn dood, nog de Stichting Nieuwenkamp op. Het doel was zijn enorme collectie te behouden en voor publiek toegankelijk te maken. In ditzelfde jaar verkocht hij het schip aan een particulier. Die stichting kocht in 2011 het schip uit particuliere handen en richtte Stichting De Zwerver op om het schip te kunnen restaureren
Begin april 2011 werd De Zwerver bij de Museumwerf Vreeswijk geInspecteerd en in 2015/2016 restaureerd bij Scheepswerf Bocxe te Delft en in het Maritiem Museum Rotterdam. Het oorspronkelijke interieur werd daarbij intact gelaten. De (semi)historische meubelen, oude tegeltableaus en versieringen en houtsnijwerken werden nog door Nieuwenkamp zelf gemaakt.
Sinds 2016 ligt het schip in de jachthaven van Naarden bij het Naarderbos en wordt voor verhuur ter beschikking gesteld.